# Rudna Przystanek
Rudna Przystanek − zlikwidowany przystanek osobowy w Rudnej, w Polsce, w województwie dolnośląskim, w powiecie lubińskim, w gminie Rudna. Przystanek został otwarty w dniu 13 kwietnia 1900 roku razem z linią kolejową z Rudnej Gwizdanowa do Polkowic. Do 1969 roku był na niej prowadzony ruch osobowy i towarowy. W 1974 roku linia została zlikwidowana.